# Taulant Kadrija
Taulant Kadrija, slovenski nogometaš, * 18. maj 1993.
Kadrija je nekdanji profesionalni nogometaš, ki je igral na položaju branilca. V svoji karieri je igral za slovenske klube Gorica, Brda in ob koncu Primorje ter bosansko-hercegovski Radnik Bijeljina. Skupno je v prvi slovenski ligi odigral 21 tekem in dosegel en gol. Leta 2013 je odigral dve tekmi za slovensko reprezentanco do 20 let.